# Seba (Bibel)
Seba (hebräisch סְבָא, altgriechisch σαβα Saba) ist im Alten Testament ein Sohn Kuschs und Stammvater der Sebäer.

## Seba als Person
Seba ist nach Gen 10,7  der erstgeborene Sohn Kuschs. Seine Brüder sind  Hawila, Sabta, Ragma, Sabtecha und Nimrod. Kusch selbst ist ein Sohn Hams und Enkel Noachs.

## Seba als Volksname
Das Siedlungsgebiet der Sebäer lässt sich bisher nicht lokalisieren. Da Seba in Jes 43,3  und 45,14  zusammen mit Kusch (Nubien, im Norden des heutigen Sudan) und Ägypten genannt wird, wäre eine Ansiedlung im nordöstlichen Afrika denkbar. Dass sich Seba und Saba kaum voneinander abgrenzen lassen (die Septuaginta gibt beide Namen mit σαβα Saba wieder), kann aber auch für eine Lokalisation in Südarabien sprechen.
Jesaja beschreibt die Sebäer in 45,14 als großwüchsig. Sie gelten aus der Perspektive des Propheten als fernes Volk, welches sich nach seiner Verheißung JHWH unterwerfen werde.